# 鈴木圭
鈴木 圭（すずき けい、1974年 - ）は、宝塚歌劇団所属の演出家。

## 略歴
- 東京都生まれ[1]。玉川大学文学部芸術学科を卒業後、 1998年に宝塚歌劇団の演出助手に採用され、翌年宝塚歌劇団に入団[1]。
- 2003年、バウホール公演『里見八犬伝』で演出家デビュー[1]。デビュー作の『里見八犬伝』で原作を宝塚版としてうまくアレンジして魅せ、確かな演出力をみせた。
- 2004年の『ファントム』新人公演で、本公演とは異なった作品解釈で物語世界を演出。同年『青い鳥を捜して』の新人公演でも、作品を軽妙なコメディとして再構成した。
- 2009年、ゲームソフト『逆転裁判』を題材にした同名の作品の脚本・演出を手掛ける。2月に第1作『逆転裁判－蘇る真実－』を上演後、8月には続編となる第2作『逆転裁判2－蘇る真実、再び…－』を上演した。スクリーンを使った演出や宝塚のラブロマンスの要素を織り込むなど、ゲームの世界観を損なうことのない、オリジナル舞台作品として、ゲーム関係者からも好評を得た。[2]
- 2011年、『愛のプレリュード』で宝塚大劇場デビュー。この作品で、花組トップスターの真飛聖が退団し、劇団史上初の芝居で大劇場デビュー作にてトップ退団公演を担当した（ショーでは藤井大介が姿月あさと退団公演でデビュー）。

## 宝塚歌劇団での舞台作品

### 作・演出
- バウ・ロマン『里見八犬伝』（2003年 宙組 宝塚バウホール、日本青年館 主演：水夏希）＊演出家デビュー作
- バウ・ミュージカル『THE SECOND LIFE』（2007年 宙組 宝塚バウホール 主演：北翔海莉）
- バウ・ロマン『逆転裁判－蘇る真実－』（2009年 宙組 宝塚バウホール、日本青年館 主演：蘭寿とむ）
- バウ・ロマン『逆転裁判2－蘇る真実、再び…－』（2009年 宙組 宝塚バウホール、赤坂ACTシアター 主演：蘭寿とむ）
- バウ・ライブパフォーマンス『摩天楼狂詩曲（ニューヨークラプソディー）』－君に歌う愛－（2010年 星組 宝塚バウホール 主演：夢乃聖夏）
- ミュージカル・ロマン『愛のプレリュード』（2011年 花組 宝塚大劇場、東京宝塚劇場 主演：真飛聖）＊大劇場デビュー作
- バウ・ワークショップ『灼熱の彼方 〜「オデュセウス編」と「コモドゥス編」〜』（2011年 雪組 宝塚バウホール 主演：彩凪翔・彩風咲奈）
- バウ・ロマン『天使のはしご』（2012年 星組 日本青年館、宝塚バウホール 主演：涼紫央）
- ミュージカル・ロマン『逆転裁判3 検事マイルズ･エッジワース』（2013年 宙組 シアタードラマシティ、日本青年館 主演：悠未ひろ）
- ミュージカル・ロマン『戦国BASARA－真田幸村編－』（2013年 花組 東急シアターオーブ 主演：蘭寿とむ）
- バウ・戦国ロマン『燃ゆる風 -軍師・竹中半兵衛-』（2017年 星組 宝塚バウホール 主演：七海ひろき）
- ミュージカル・ロマン『大逆転裁判』－新・蘇る真実－（2023年 宙組 シアタードラマシティ、KAAT神奈川芸術劇場 主演：瑠風輝）[3]
- ミュージカル・ロマン『夜明けの光芒』（2024年 星組 シアタードラマシティ、東京建物 Brillia HALL 主演：暁千星）[4]

### 構成・演出
- 光月るう サロンコンサート（2023年 宝塚ホテル）[5]

### 演出のみ
- バウ・ワークショップ『恋天狗』（2003年 星組 宝塚バウホール 主演：涼紫央）
- 宝塚グランドロマン『ベルサイユのばら - オスカルとアンドレ編 - 』（2013年 月組 宝塚大劇場、東京宝塚劇場 主演：龍真咲、明日海りお）
- 宝塚グランドロマン『ベルサイユのばら - フェルゼン編 - 』（2013年 雪組 宝塚大劇場、東京宝塚劇場 主演：壮一帆）

### 新人公演担当
- 1999年 雪組『ノバ・ボサ・ノバ』
- 1999年 月組『ノバ・ボサ・ノバ』[6]
- 2000年 宙組『砂漠の黒薔薇』[7]
- 2001年 月組『愛のソナタ』
- 2002年 星組『ガラスの風景』[8]
- 2004年 花組『天使の季節』[9]
- 2004年 宙組『ファントム』[10]
- 2004年 雪組『青い鳥を捜して』[11]
- 2005年 星組『長崎しぐれ坂』[12][13]
- 2006年 星組『ベルサイユのばら』[14]
- 2006年 雪組『ベルサイユのばら』[15]
- 2006年 宙組『維新回天・竜馬伝！』[16]
- 2008年 花組『愛と死のアラビア』[17]
- 2009年 雪組『ZORRO 仮面のメサイア』[18]
- 2009年 花組『外伝ベルサイユのばら－アンドレ編－』[19]
- 2010年 雪組『ソルフェリーノの夜明け』[20]
- 2011年 花組『愛のプレリュード』[21]
- 2019年 月組『夢現無双』[22]

### 演出助手
（　）内は演出家
- 1999年 雪組『ノバ・ボサ・ノバ』（草野旦）、月組『ノバ・ボサ・ノバ』（草野旦）、星組『夢・シェイクスピア』（中村暁、バウホール）、雪組『華麗なる千拍子'99』（中村一徳）
- 2000年 宙組『砂漠の黒薔薇』（酒井澄夫）、宙組『ミレニアム・チャレンジャー!』（石田昌也）、宙組『FREEDOM』（木村信司、バウホール）月組『Jazz Mania』（三木章雄）、花組『ルードヴィヒII世』（植田景子）
- 2001年 月組『愛のソナタ』（木村信司）、月組『ESP!』（酒井澄夫・木村信司）、月組『Practical Joke』（正塚晴彦）、月組『大海賊』（中村暁）、宙組『ダンシング・スピリット!』（中村一徳）
- 2002年 中国公演『蝶・恋』（植田紳爾）、中国公演『サザンクロス・レビュー・イン・チャイナ』（草野旦）、星組『LUCKY STAR!』（中村一徳）、雪組『ON THE 7th』（草野旦）、宙組『ザ・ショー・ストッパー』（三木章雄）、雪組『YU EMAO LIVE IN BRITZ』（石田昌也、赤坂BLITZ）、星組『ガラスの風景』（謝珠栄）
- 2003年 雪組『春麗の淡き光に』（植田紳爾）、雪組『joiful!!』（藤井大介）、月組『花の宝塚風土記』（酒井澄夫）、星組『蝶・恋』（植田紳、全国ツアー）
- 2004年 花組『飛翔無限』（植田紳爾）、花組『天使の季節』（植田紳爾）、花組『アプローズ・タカラヅカ!』（三木章雄・藤井大介・齋藤吉正）、宙組『ファントム』（中村一徳）、雪組『タカラヅカ・ドリーム・キングダム』（三木章雄・藤井大介・齋藤吉正）
- 2005年 星組『それでも船は行く』（太田哲則、バウホール）、星組『長崎しぐれ坂』（植田紳爾）、月組『REVUE OF DREAMS』（中村一徳）、星組『ベルサイユのばら』（植田紳爾、全国ツアー）
- 2007年 花組『ラブ・シンフォニー』（中村一徳）
- 2009年 雪組『ソルフェリーノの夜明け』（植田紳爾）
- 2008年　星組『外伝ベルサイユのばら - ベルナール編 -』（植田紳爾）

## 宝塚歌劇団以外の作品
- 城咲あいディナーショー「I2（アイ・スクエア）」構成・演出（2010年3月28日）